# Боровна (река, впадает в Перетно)
Боровна — река в России, протекает по Окуловскому району Новгородской области. Река вытекает из озера Боровно к западу от деревни Горнешно, впадает в озеро Перетно, которое через озеро Мосно соединяется с озером Заозерье — истоком Перетны. Длина Боровны составляет 16 км, площадь водосборного бассейна — 373 км².
Высота истока — 159,5 м над уровнем моря. Высота устья — 144,9 м над уровнем моря.
В 0,9 км от устья, по левому берегу реки впадает река Нерца.

## Данные водного реестра
По данным государственного водного реестра России относится к Балтийскому бассейновому округу, водохозяйственный участок реки — Мста без р. Шлина от истока до Вышневолоцкого г/у, речной подбассейн реки — Волхов. Относится к речному бассейну реки Нева (включая бассейны рек Онежского и Ладожского озера).
Код объекта в государственном водном реестре — 01040200212102000020988.